# Copa da Colômbia de Futebol de 2025
A Copa da Colômbia de 2025, oficialmente denominada Copa BetPlay DIMAYOR 2025 por motivos comerciais, é a 23.ª edição da Copa da Colômbia, competição nacional de clubes filiados à Divisão Maior do Futebol Colombiano (DIMAYOR), entidade responsável pela gestão do futebol profissional na Colômbia. 
O torneio conta com a participação de 36 equipes da primeira e segunda divisão do futebol colombiano, teve início em 28 de maio e tem encerramento previsto para 12 de novembro de 2025.
O vencedor da competição garantirá uma vaga na Copa Sul-Americana de 2026.
O Atlético Nacional é o atual campeão da competição.

## Regulamento
Para esta edição, a competição passou por uma mudança em seu formato, com o objetivo de permitir que as equipes que não avançassem às fases finais dos campeonatos organizados pela DIMAYOR mantivessem o ritmo competitivo e reduzissem o período de inatividade durante a metade da temporada. A primeira fase da competição foi dividida em Fase 1A e Fase 1B. A Fase 1A contou com a participação de 12 clubes da primeira divisão e 8 da segunda divisão que não conseguiram avançar para as semifinais de seus respectivos campeonatos. Essas equipes foram distribuídas em quatro grupos de cinco times (três da primeira divisão e dois da segunda divisão) conforme a posição obtida na primeira fase do respectivo campeonato. Em cada grupo, as equipes tiveram uma rodada de folga e disputaram dois jogos como mandante e dois como visitante, com os dois primeiros colocados de cada grupo se classificando para as oitavas de final. Na sequência, a Fase 1B foi disputada pelas 16 equipes que chegaram às semifinais dos torneios da primeira divisão e da segunda divisão, organizadas em oito confrontos "mata-mata", definidos de acordo com a colocação dos clubes na primeira fase de sua respectiva liga. Os oito vencedores desses duelos também avançam para as oitavas de final. Nas oitavas, os oito classificados da Fase 1A e os oito vencedores da Fase 1B, se enfrentarão em confrontos de ida e volta, nos quais os times provenientes da Fase 1A enfrentaram os da Fase 1B. Os vencedores desses confrontos seguirão para as fases eliminatórias seguintes: quartas de final, semifinal e a grande final.

## Calendário
O calendário da competição é o seguinte:
| Fase             | Fase             | 1.º jogo | 2.º jogo |
| ---------------- | ---------------- | --- | --- |
| Primeira fase    | Fase 1A          | - Rodada 1: 28–30 de maio - Rodada 2: 1–4 de junho - Rodada 3: 5–8 de junho - Rodada 4: 9–12 de junho - Rodada 5: 13–16 de junho | - Rodada 1: 28–30 de maio - Rodada 2: 1–4 de junho - Rodada 3: 5–8 de junho - Rodada 4: 9–12 de junho - Rodada 5: 13–16 de junho |
| Primeira fase    | Fase 1B          | 29–31 de julho | 5–26 de agosto |
| Oitavas de final | Oitavas de final | 27 de agosto - setembro 2025 | 2 de setembro - A definir |
| Quartas de final | Quartas de final | 10 de setembro de 2025 | 1 de outubro de 2025 |
| Semifinal        | Semifinal        | 8 de outubro de 2025 | 15 de outubro de 2025 |
| Final            | Final            | 5 de novembro de 2025 | 12 de novembro de 2025 |

## Primeira fase
Nesta temporada, a primeira fase foi dividida em duas etapas, nas quais os 36 clubes participantes foram distribuídos de acordo com a posição obtida na primeira fase de seus respectivos campeonatos nacionais.

### Fase 1A
A Fase 1A foi disputada pelos 20 clubes que não conseguiram avançar para as semifinais do Torneo Apertura de 2025 da primeira divisão e do Torneo Apertura de 2025 da segunda divisão, sendo 12 equipes da primeira e 8 da segunda divisão.

#### Grupo A
| Pos | Equipe               | Pts | J | V | E | D | GP | GC | SG | Classificação               |     | BUC | QUI | BOY | BOC | CAL |
| --- | -------------------- | --- | - | - | - | - | -- | -- | -- | --------------------------- | --- | --- | --- | --- | --- | --- |
| 1   | Atlético Bucaramanga | 10  | 4 | 3 | 1 | 0 | 9  | 5  | +4 | Avançam às oitavas de final |     | —   | —   | 3–2 | —   | 3–1 |
| 2   | Deportes Quindío     | 7   | 4 | 2 | 1 | 1 | 6  | 5  | +1 | Avançam às oitavas de final |     | 2–2 | —   | 2–1 | —   | —   |
| 3   | Boyacá Chicó         | 6   | 4 | 2 | 0 | 2 | 5  | 5  | 0  |                             |     | —   | —   | —   | 1–0 | 1–0 |
| 4   | Boca Juniors de Cali | 3   | 4 | 1 | 0 | 3 | 3  | 4  | −1 |                             | 0–1 | 2–0 | —   | —   | —   |     |
| 5   | Deportivo Cali       | 3   | 4 | 1 | 0 | 3 | 3  | 7  | −4 |                             | —   | 0–2 | —   | 2–1 | —   |     |

#### Grupo B
| Pos | Equipe          | Pts | J | V | E | D | GP | GC | SG | Classificação               |     | ENV | ALI | AGU | BAR | ORS |
| --- | --------------- | --- | - | - | - | - | -- | -- | -- | --------------------------- | --- | --- | --- | --- | --- | --- |
| 1   | Envigado        | 10  | 4 | 3 | 1 | 0 | 8  | 4  | +4 | Avançam às oitavas de final |     | —   | —   | 2–0 | 2–1 | —   |
| 2   | Alianza         | 8   | 4 | 2 | 2 | 0 | 10 | 5  | +5 | Avançam às oitavas de final |     | 3–3 | —   | 4–0 | —   | —   |
| 3   | Águilas Doradas | 6   | 4 | 2 | 0 | 2 | 3  | 7  | −4 |                             |     | —   | —   | —   | 1–0 | 2–1 |
| 4   | Barranquilla    | 3   | 4 | 1 | 0 | 3 | 3  | 4  | −1 |                             | —   | 0–1 | —   | —   | 2–0 |     |
| 5   | Orsomarso       | 1   | 4 | 0 | 1 | 3 | 3  | 7  | −4 |                             | 0–1 | 2–2 | —   | —   | —   |     |

#### Grupo C
| Pos | Equipe          | Pts | J | V | E | D | GP | GC | SG | Classificação               |     | ATL | PAS | MAG | LLA | RSA |
| --- | --------------- | --- | - | - | - | - | -- | -- | -- | --------------------------- | --- | --- | --- | --- | --- | --- |
| 1   | Atlético        | 8   | 4 | 2 | 2 | 0 | 5  | 3  | +2 | Avançam às oitavas de final |     | —   | 1–0 | —   | —   | 3–2 |
| 2   | Deportivo Pasto | 7   | 4 | 2 | 1 | 1 | 7  | 3  | +4 | Avançam às oitavas de final |     | —   | —   | 3–1 | 3–0 | —   |
| 3   | Unión Magdalena | 5   | 4 | 1 | 2 | 1 | 3  | 3  | 0  |                             |     | 0–0 | —   | —   | 0–0 | —   |
| 4   | Llaneros        | 5   | 4 | 1 | 2 | 1 | 3  | 5  | −2 |                             | 1–1 | —   | —   | —   | 2–1 |     |
| 5   | Real Santander  | 1   | 4 | 0 | 1 | 3 | 4  | 8  | −4 |                             | —   | 1–1 | 0–2 | —   | —   |     |

#### Grupo D
| Pos | Equipe            | Pts | J | V | E | D | GP | GC | SG | Classificação               |     | PER | FOR | BOG | LEO | EQU |
| --- | ----------------- | --- | - | - | - | - | -- | -- | -- | --------------------------- | --- | --- | --- | --- | --- | --- |
| 1   | Deportivo Pereira | 8   | 4 | 2 | 2 | 0 | 7  | 2  | +5 | Avançam às oitavas de final |     | —   | 0–0 | —   | —   | 2–0 |
| 2   | Fortaleza         | 8   | 4 | 2 | 2 | 0 | 5  | 1  | +4 | Avançam às oitavas de final |     | —   | —   | 2–0 | 1–1 | —   |
| 3   | Bogotá            | 4   | 4 | 1 | 1 | 2 | 2  | 6  | −4 |                             |     | 0–3 | —   | —   | 0–0 | —   |
| 4   | Leones            | 3   | 4 | 0 | 3 | 1 | 4  | 5  | −1 |                             | 2–2 | —   | —   | —   | 1–2 |     |
| 5   | La Equidad        | 3   | 4 | 1 | 0 | 3 | 3  | 7  | −4 |                             | —   | 0–2 | 1–2 | —   | —   |     |

### Fase 1B
A Fase 1B será disputada pelos oito clubes da primeira divisão e pelos oito clubes da segunda divisão que avançaram para as semifinais do Torneo Apertura em seus respectivos campeonatos.
| Equipe 1               | Total        | Equipe 2           | 1.º jogo | 2.º jogo |
| ---------------------- | ------------ | ------------------ | -------- | -------- |
| Independiente Medellín | 2–1          | Jaguares           | 1–1      | 1–0      |
| Santa Fe               | 2–0          | Internacional F.C. | 2–0      | 0–0      |
| Deportes Tolima        | 1–3          | Real Cundinamarca  | 1–2      | 0–1      |
| Millonarios            | D            | Real Cartagena     | 3–1      |          |
| América de Cali        | 6–0          | Tigres F. C.       | 5–0      | 1–0      |
| Junior de Barranquilla | 3–3 (4−2 p.) | Atlético Huila     | 2–2      | 1–1      |
| Atlético Nacional      | 4–0          | Cúcuta Deportivo   | 1–0      | 3–0      |
| Once Caldas            | H            | Patriotas          | 6–0      |          |

#### Jogos de ida
| 31 de julho de 2025 | Independiente Medellín | 1 – 1     | Jaguares    | Medellín                   |  |
| 18:00 (UTC−5)       | Fydriszewski 53'       | Relatório | Padilla 59' | Estádio: Atanasio Girardot |  |

| 29 de julho de 2025 | Santa Fe                           | 2 – 0     | Internacional F.C. | Bogotá             |  |
| 18:00 (UTC−5)       | Á. Rodríguez 28' · S. Mosquera 33' | Relatório |                    | Estádio: El Campín |  |

| 29 de julho de 2025 | Deportes Tolima | 1 – 2     | Real Cundinamarca | Ibagué                       |  |
| 19:30 (UTC−5)       | Lencina 87'     | Relatório | Asprilla 34', 53' | Estádio: Manuel Murillo Toro |  |

| 31 de julho de 2025 | Millonarios                        | 3 – 1     | Real Cartagena | Bogotá             |  |
| 20:10 (UTC−5)       | Marimón 39' · B. Castro 45+3', 55' | Relatório | Acosta 90+1'   | Estádio: El Campín |  |

| 29 de julho de 2025 | América de Cali                                         | 5 – 0     | Tigres F. C. | Cáli                               |  |
| 20:20 (UTC−5)       | Mosquera 4' · Garcés 17', 90' · González 48' · Mina 83' | Relatório |              | Estádio: Olímpico Pascual Guerrero |  |

| 29 de julho de 2025 | Junior de Barranquilla       | 2 – 2     | Atlético Huila | Barranquilla                            |  |
| 19:30 (UTC−5)       | Enamorado 8' · Gutiérrez 67' | Relatório | Lora 37', 59'  | Estádio: Metropolitano Roberto Meléndez |  |

| 29 de julho de 2025 | Atlético Nacional | 1 – 0     | Cúcuta Deportivo | Medellín                   |  |
| 18:00 (UTC−5)       | Zapata 6'         | Relatório |                  | Estádio: Atanasio Girardot |  |

| 30 de julho de 2025 | Once Caldas                                                                     | 6 – 0     | Patriotas | Manizales           |  |
| 19:30 (UTC−5)       | Zapata 20' · Cuesta 45+2' · Moreno 49' (pen.), 87' · Zuleta 82' · Castaño 90+1' | Relatório |           | Estádio: Palogrande |  |

#### Jogos de volta
| 7 de agosto de 2025 | Jaguares | 0 – 1 (1 – 2 agr.) | Independiente Medellín | Montería          |  |
| 17:00 (UTC−5)       |          | Relatório          | León 29'               | Estádio: Jaraguay |  |

| 5 de agosto de 2025 | Internacional F.C. | 0 – 0 (2 – 0 agr.) | Santa Fe | Palmira                           |  |
| 20:00 (UTC−5)       |                    | Relatório          |          | Estádio: Francisco Rivera Escobar |  |

| 13 de agosto de 2025 | Real Cundinamarca | 1 – 0 (3 – 1 agr.) | Deportes Tolima | Bogotá                          |  |
| 19:00 (UTC−5)        | Asprilla 90+5'    | Relatório          |                 | Estádio: Metropolitano de Techo |  |

| 26 de agosto de 2025 | Real Cartagena | v | Millonarios | Cartagena                          |  |
| 20:10 (UTC−5)        |                |   |             | Estádio: Olímpico Jaime Morón León |  |

| 6 de agosto de 2025 | Tigres F. C. | 0 – 1 (0 – 6 agr.) | América de Cali | Yumbo                 |  |
| 17:00 (UTC−5)       |              | Relatório          | Candelo 81'     | Estádio: Raúl Miranda |  |

| 6 de agosto de 2025 | Atlético Huila | 1 – 1 (3 – 3 agr.) (2 – 4 pen.) | Junior de Barranquilla | Neiva                           |  |
| 19:30 (UTC−5)       | Castro 87'     | Relatório                       | Castrillón 45'         | Estádio: Guillermo Plazas Alcid |  |

| 5 de agosto de 2025 | Cúcuta Deportivo | 0 – 3 (0 – 4 agr.) | Atlético Nacional                                | Cúcuta                     |  |
| 16:00 (UTC−5)       |                  | Relatório          | Cardona 27' (pen.) · Sarmiento 62' · Morelos 71' | Estádio: General Santander |  |

| 22 de agosto de 2025 | Patriotas | v | Once Caldas | Tunja                     |  |
| 16:00 (UTC−5)        |           |   |             | Estádio: La Independencia |  |

## Fases finais
Cada fase das etapas finais da competição será disputada no sistema "mata-mata", em jogos de ida e volta. O jogo de volta, em todas as fases, será realizado no estádio da equipe com melhor colocação na classificação agregada da sua respectiva liga ao final do Torneo Apertura, desde que ambas as equipes pertençam à mesma divisão. Se os clubes forem de divisões diferentes, a vantagem de decidir em casa será da equipe da segunda divisão. Em caso de empate no placar agregado ao término da partida de volta, não haverá prorrogação e a decisão será definida por meio de uma disputa por pênaltis.

### Chaveamento
|  | Oitavas de final               | Oitavas de final | Oitavas de final | Oitavas de final |  |  | Quartas de final | Quartas de final | Quartas de final | Quartas de final |  |  | Semifinal | Semifinal | Semifinal | Semifinal |  |  | Final | Final | Final | Final |  |
|  |                                |                  |                  |                  |  |  |                  |                  |                  |                  |  |  |           |           |           |           |  |  |       |       |       |       |  |
|  | Fortaleza                      |                  |                  |                  |  |  |                  |                  |                  |                  |  |  |           |           |           |           |  |  |       |       |       |       |  |
|  |                                |                  |                  |                  |  |  |                  |                  |                  |                  |  |  |           |           |           |           |  |  |       |       |       |       |  |
|  | Independiente Medellín         |                  |                  |                  |  |  |                  |                  |                  |                  |  |  |           |           |           |           |  |  |       |       |       |       |  |
|  |                                |                  |                  |                  |  |  |                  |                  |                  |                  |  |  |           |           |           |           |  |  |       |       |       |       |  |
|  |                                |                  |                  |                  |  |  |                  |                  |                  |                  |  |  |           |           |           |           |  |  |       |       |       |       |  |
|  |                                |                  |                  |                  |  |  |                  |                  |                  |                  |  |  |           |           |           |           |  |  |       |       |       |       |  |
|  | Alianza                        |                  |                  |                  |  |  |                  |                  |                  |                  |  |  |           |           |           |           |  |  |       |       |       |       |  |
|  |                                |                  |                  |                  |  |  |                  |                  |                  |                  |  |  |           |           |           |           |  |  |       |       |       |       |  |
|  | Santa Fe                       |                  |                  |                  |  |  |                  |                  |                  |                  |  |  |           |           |           |           |  |  |       |       |       |       |  |
|  |                                |                  |                  |                  |  |  |                  |                  |                  |                  |  |  |           |           |           |           |  |  |       |       |       |       |  |
|  |                                |                  |                  |                  |  |  |                  |                  |                  |                  |  |  |           |           |           |           |  |  |       |       |       |       |  |
|  |                                |                  |                  |                  |  |  |                  |                  |                  |                  |  |  |           |           |           |           |  |  |       |       |       |       |  |
|  | Deportivo Pereira              |                  |                  |                  |  |  |                  |                  |                  |                  |  |  |           |           |           |           |  |  |       |       |       |       |  |
|  |                                |                  |                  |                  |  |  |                  |                  |                  |                  |  |  |           |           |           |           |  |  |       |       |       |       |  |
|  | Real Cundinamarca              |                  |                  |                  |  |  |                  |                  |                  |                  |  |  |           |           |           |           |  |  |       |       |       |       |  |
|  |                                |                  |                  |                  |  |  |                  |                  |                  |                  |  |  |           |           |           |           |  |  |       |       |       |       |  |
|  |                                |                  |                  |                  |  |  |                  |                  |                  |                  |  |  |           |           |           |           |  |  |       |       |       |       |  |
|  |                                |                  |                  |                  |  |  |                  |                  |                  |                  |  |  |           |           |           |           |  |  |       |       |       |       |  |
|  | Envigado                       |                  |                  |                  |  |  |                  |                  |                  |                  |  |  |           |           |           |           |  |  |       |       |       |       |  |
|  |                                |                  |                  |                  |  |  |                  |                  |                  |                  |  |  |           |           |           |           |  |  |       |       |       |       |  |
|  | Vencedor da Chave D da Fase 1B |                  |                  |                  |  |  |                  |                  |                  |                  |  |  |           |           |           |           |  |  |       |       |       |       |  |
|  |                                |                  |                  |                  |  |  |                  |                  |                  |                  |  |  |           |           |           |           |  |  |       |       |       |       |  |
|  |                                |                  |                  |                  |  |  |                  |                  |                  |                  |  |  |           |           |           |           |  |  |       |       |       |       |  |
|  |                                |                  |                  |                  |  |  |                  |                  |                  |                  |  |  |           |           |           |           |  |  |       |       |       |       |  |
|  | Atlético Bucaramanga           |                  |                  |                  |  |  |                  |                  |                  |                  |  |  |           |           |           |           |  |  |       |       |       |       |  |
|  |                                |                  |                  |                  |  |  |                  |                  |                  |                  |  |  |           |           |           |           |  |  |       |       |       |       |  |
|  | América de Cali                |                  |                  |                  |  |  |                  |                  |                  |                  |  |  |           |           |           |           |  |  |       |       |       |       |  |
|  |                                |                  |                  |                  |  |  |                  |                  |                  |                  |  |  |           |           |           |           |  |  |       |       |       |       |  |
|  |                                |                  |                  |                  |  |  |                  |                  |                  |                  |  |  |           |           |           |           |  |  |       |       |       |       |  |
|  |                                |                  |                  |                  |  |  |                  |                  |                  |                  |  |  |           |           |           |           |  |  |       |       |       |       |  |
|  | Junior de Barranquilla         |                  |                  |                  |  |  |                  |                  |                  |                  |  |  |           |           |           |           |  |  |       |       |       |       |  |
|  |                                |                  |                  |                  |  |  |                  |                  |                  |                  |  |  |           |           |           |           |  |  |       |       |       |       |  |
|  | Atlético                       |                  |                  |                  |  |  |                  |                  |                  |                  |  |  |           |           |           |           |  |  |       |       |       |       |  |
|  |                                |                  |                  |                  |  |  |                  |                  |                  |                  |  |  |           |           |           |           |  |  |       |       |       |       |  |
|  |                                |                  |                  |                  |  |  |                  |                  |                  |                  |  |  |           |           |           |           |  |  |       |       |       |       |  |
|  |                                |                  |                  |                  |  |  |                  |                  |                  |                  |  |  |           |           |           |           |  |  |       |       |       |       |  |
|  | Atlético Nacional              |                  |                  |                  |  |  |                  |                  |                  |                  |  |  |           |           |           |           |  |  |       |       |       |       |  |
|  |                                |                  |                  |                  |  |  |                  |                  |                  |                  |  |  |           |           |           |           |  |  |       |       |       |       |  |
|  | Deportes Quindío               |                  |                  |                  |  |  |                  |                  |                  |                  |  |  |           |           |           |           |  |  |       |       |       |       |  |
|  |                                |                  |                  |                  |  |  |                  |                  |                  |                  |  |  |           |           |           |           |  |  |       |       |       |       |  |
|  |                                |                  |                  |                  |  |  |                  |                  |                  |                  |  |  |           |           |           |           |  |  |       |       |       |       |  |
|  |                                |                  |                  |                  |  |  |                  |                  |                  |                  |  |  |           |           |           |           |  |  |       |       |       |       |  |
|  | Deportivo Pasto                |                  |                  |                  |  |  |                  |                  |                  |                  |  |  |           |           |           |           |  |  |       |       |       |       |  |
|  |                                |                  |                  |                  |  |  |                  |                  |                  |                  |  |  |           |           |           |           |  |  |       |       |       |       |  |
|  | Vencedor da Chave H da Fase 1B |                  |                  |                  |  |  |                  |                  |                  |                  |  |  |           |           |           |           |  |  |       |       |       |       |  |

### Oitavas de final
| Equipe 1               | Total | Equipe 2                       | 1.º jogo | 2.º jogo |
| ---------------------- | ----- | ------------------------------ | -------- | -------- |
| Fortaleza              | 1     | Independiente Medellín         |          |          |
| Alianza                | 2     | Santa Fe                       |          |          |
| Deportivo Pereira      | 3     | Real Cundinamarca              |          |          |
| Envigado               | 4     | Vencedor da Chave D da Fase 1B |          |          |
| Atlético Bucaramanga   | 5     | América de Cali                |          |          |
| Junior de Barranquilla | 6     | Atlético                       |          |          |
| Atlético Nacional      | 7     | Deportes Quindío               |          |          |
| Deportivo Pasto        | 8     | Vencedor da Chave H da Fase 1B |          |          |

1. 1 2  Ordem dos mandos de campo a ser definida.

#### Jogos de ida
| 27 de agosto de 2025 | Fortaleza CEIF | – | Independiente Medellín | Bogotá |  |
| 15:00 (UTC−5)        |                |   | Metropolitano de Techo |        |  |

| 28 de agosto de 2025 | Alianza | – | Santa Fe | Valledupar                        |  |
| 16:00 (UTC−5)        |         |   |          | Estádio: Armando Maestre Pavajeau |  |

| 26 de agosto de 2025 | Deportivo Pereira | – | Real Cundinamarca | Pereira                          |  |
| 19:00 (UTC−5)        |                   |   |                   | Estádio: Hernán Ramírez Villegas |  |

| setembro de 2025 | Envigado | – | Vencedor da Chave D da Fase 1B | Envigado                   |  |
| : (UTC−5)        |          |   |                                | Estádio: Polideportivo Sur |  |

| 27 de agosto de 2025 | Atlético Bucaramanga | – | América de Cali | Bucaramanga                |  |
| 18:30 (UTC−5)        |                      |   |                 | Estádio: Américo Montanini |  |

| 26 de agosto de 2025 | Junior de Barranquilla | – | Atlético F. C. | Barranquilla                            |  |
| 18:30 (UTC−5)        |                        |   |                | Estádio: Metropolitano Roberto Meléndez |  |

| 27 de agosto de 2025 | Atlético Nacional | – | Deportes Quindío | Medellín                   |  |
| 20:30 (UTC−5)        |                   |   |                  | Estádio: Atanasio Girardot |  |

| setembro de 2025 | Deportivo Pasto | – | Vencedor da Chave H da Fase 1B | Pasto                           |  |
| : (UTC−5)        |                 |   |                                | Estádio: Departamental Libertad |  |

#### Jogos de volta
| 3 de setembro de 2025 | Independiente Medellín | – | Fortaleza CEIF    | Medellín |  |
| 19:30 (UTC−5)         |                        |   | Atanasio Girardot |          |  |

| 9 de setembro de 2025 | Santa Fe | – | Alianza | Bogotá                             |  |
| 20:30 (UTC−5)         |          |   |         | Estádio: Nemesio Camacho El Campín |  |

| 2 de setembro de 2025 | Real Cundinamarca | – | Deportivo Pereira | Bogotá                          |  |
| 19:00 (UTC−5)         |                   |   |                   | Estádio: Metropolitano de Techo |  |

| setembro de 2025 | Vencedor da Chave D da Fase 1B | – | Envigado | A definir          |  |
| : (UTC−5)        |                                |   |          | Estádio: A definir |  |

| 3 de setembro de 2025 | América de Cali | – | Atlético Bucaramanga | Cáli                               |  |
| 17:15 (UTC−5)         |                 |   |                      | Estádio: Olímpico Pascual Guerrero |  |

| 2 de setembro de 2025 | Atlético F. C. | – | Junior de Barranquilla | Cáli                               |  |
| 19:30 (UTC−5)         |                |   |                        | Estádio: Olímpico Pascual Guerrero |  |

| 3 de setembro de 2025 | Deportes Quindío | – | Atlético Nacional | Armênia                        |  |
| 19:45 (UTC−5)         |                  |   |                   | Estádio: Centenário de Armenia |  |

| setembro de 2025 | Vencedor da Chave H da Fase 1B | – | Deportivo Pasto | A definir          |  |
| : (UTC−5)        |                                |   |                 | Estádio: A definir |  |

### Quartas de final
| Equipe 1            | Total | Equipe 2            | 1.º jogo | 2.º jogo |
| ------------------- | ----- | ------------------- | -------- | -------- |
| Vencedor da Chave 1 | SF1   | Vencedor da Chave 2 |          |          |
| Vencedor da Chave 3 | SF2   | Vencedor da Chave 4 |          |          |
| Vencedor da Chave 5 | SF3   | Vencedor da Chave 6 |          |          |
| Vencedor da Chave 7 | SF4   | Vencedor da Chave 8 |          |          |

1. 1 2 3 4  Ordem dos mandos de campo a ser definida.

### Semifinal
| Equipe 1              | Total | Equipe 2              | 1.º jogo | 2.º jogo |
| --------------------- | ----- | --------------------- | -------- | -------- |
| Vencedor da Chave SF1 | F1    | Vencedor da Chave SF2 |          |          |
| Vencedor da Chave SF3 | F2    | Vencedor da Chave SF4 |          |          |

1. 1 2  Ordem dos mandos de campo a ser definida.

### Final
| Equipe 1             | Total | Equipe 2             | 1.º jogo | 2.º jogo |
| -------------------- | ----- | -------------------- | -------- | -------- |
| Vencedor da Chave F1 | [ a ] | Vencedor da Chave F2 |          |          |

1. ↑  Ordem do mando de campo a ser definida.